# Richard Phillips (Kapitän)

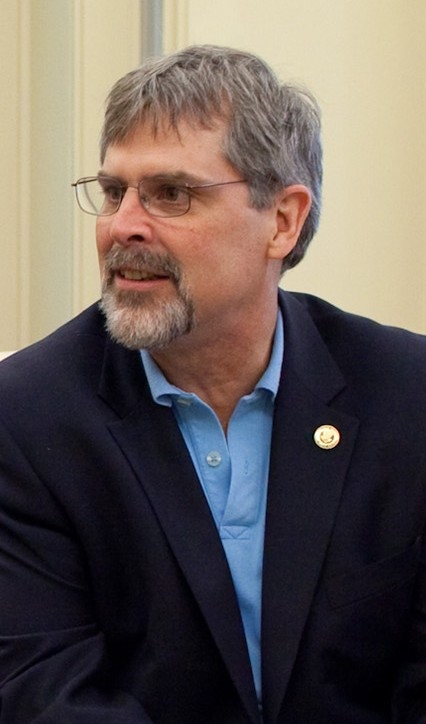
Richard Phillips (2009)

Richard Phillips (* 16. Mai 1955 in Winchester, Massachusetts) ist ein US-amerikanischer Kapitän der Handelsmarine, der nach seiner Entführung durch somalische Piraten im Jahr 2009 bekannt wurde. Seine Erlebnisse dienten als Vorlage für den 2013 veröffentlichten Kinofilm Captain Phillips.

## Werdegang
Phillips wurde in Winchester geboren, wuchs dort auf und erreichte dort auch 1973 seinen High-School-Abschluss. Anschließend schrieb er sich an der Universität von Massachusetts in Amherst ein und plante, Völkerrecht zu studieren, wechselte dann aber später zur Massachusetts Maritime Academy, an der er sein Studium 1979 erfolgreich abschloss. Phillips ist seit 1987 verheiratet und hat zwei Kinder. Er lebt mit seiner Familie auf einer Farm in Vermont.

## Entführung

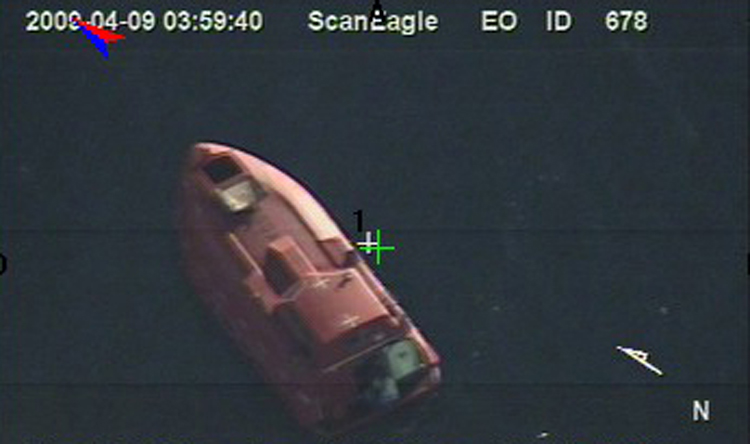
Das Rettungsboot, in dem Phillips von den vier Piraten gefangen gehalten wurde

Phillips war Kapitän des Containerschiffs Maersk Alabama der dänischen Reederei Maersk Line, einer Tochter der weltgrößten Containerschiffsreederei. Die Maersk Alabama wurde im April 2009 vor der somalischen Küste von Piraten geentert. Die Piraten nahmen ihn bei ihrer Flucht mit dem Freifallrettungsboot der Maersk Alabama als Geisel. Die Geiselnahme und Entführung wurde durch United States Navy SEALs beendet, wobei drei der vier Entführer erschossen wurden.
Phillips’ mögliche persönliche Mitverantwortung für den Piratenangriff ist Gegenstand eines 2013 angelaufenen Gerichtsverfahrens, das rund die Hälfte seiner damaligen Schiffsbesatzung gegen den Eigner und den Betreiber der Maersk Alabama erwirkt hat. Sie werfen Phillips unter anderem vor, er habe sie wissentlich in vermeidbare Gefahr gebracht, indem er den empfohlenen Mindestabstand zur von Piraten kontrollierten Küste Somalias nicht eingehalten habe. Allerdings kam es nie zu einem Gerichtsverfahren, da das Unternehmen im Jahr 2014 mit den Beteiligten eine außergerichtliche Einigung erzielte - es wurde eine unbekannte Summe, welche als vertraulich gilt, ausgezahlt. Die Leistung dieser Zahlungen dürfte auch an die Bedingung geknüpft sein, dass die genauen Vorkommnisse im April 2009 auf der Maersk Alabama der Geheimhaltung unterliegen.

## Leben nach der Entführung

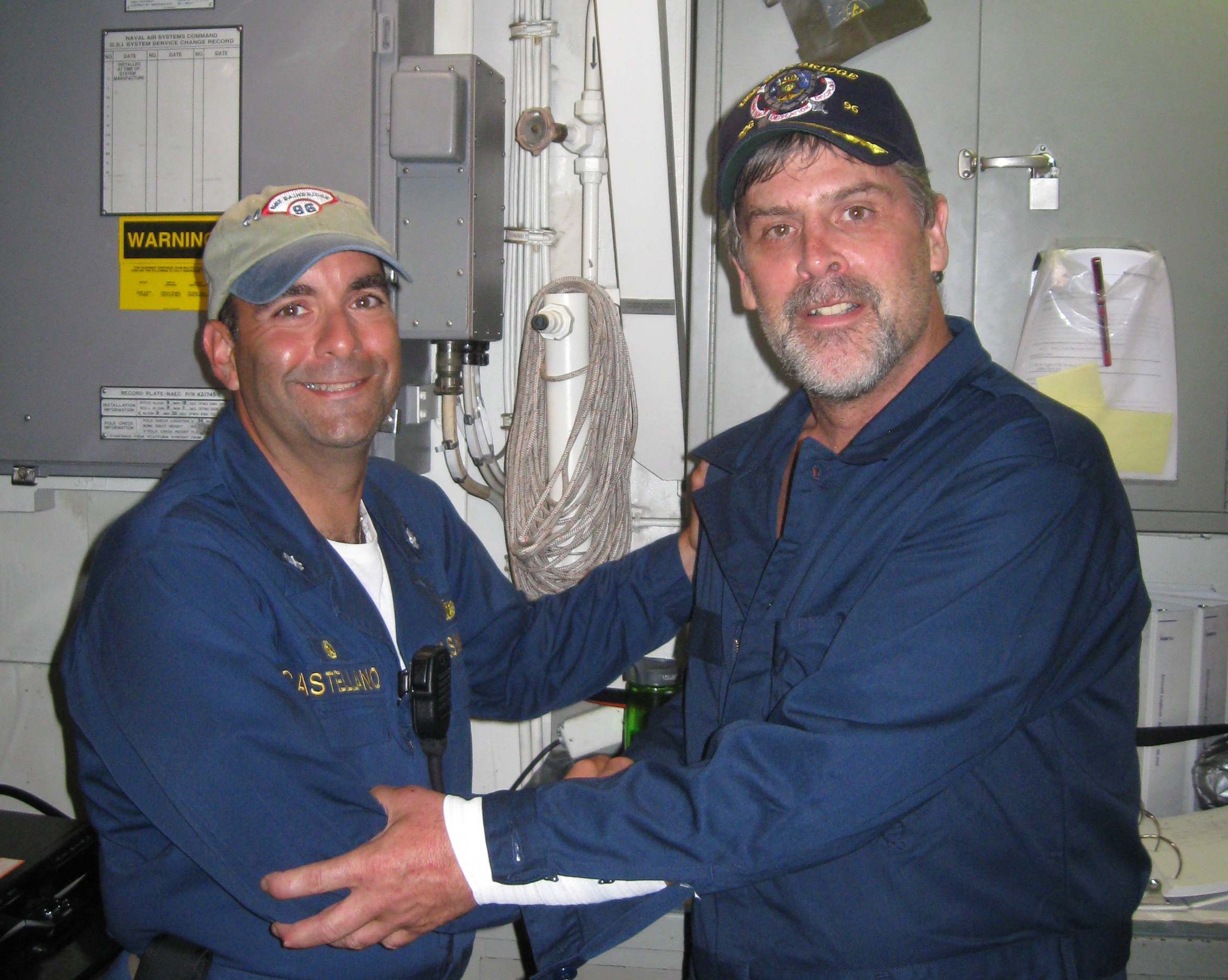
Richard Phillips nach seiner Rettung mit Frank Castellano, dem Kommandanten der Bainbridge

Nach seiner Befreiung wurde Phillips zusammen mit seiner Frau durch Präsident Obama ins Oval Office eingeladen. Vierzehn Monate nach der Entführung fuhr Phillips wieder zur See.
Im Oktober 2013 nutzte Phillips seine Prominenz, um im Rahmen einer von seiner Gewerkschaft gestarteten Öffentlichkeitskampagne vor negativen Konsequenzen drohender Haushaltseinsparungen für die zivile Flotte zur weltweiten Nachschubversorgung der US-Truppen zu warnen. Der bisher im Rahmen eines speziellen Programms vom US-Handelsministerium subventionierten Flotte von 60 US-amerikanischen Schiffen, der auch die 2009 von ihm geführte Maersk Alabama angehörte, drohe eine Reduzierung um ein Drittel.

## Auszeichnungen
- Admiral Arleigh Burke Leadership Award, verliehen im Juni 2009 vom Flottenverein US Navy League[13]
- National Maritime Valor Award, verliehen im November 2009 vom Nauticus National Maritime Center in Norfolk (Virginia)[14]

## Kinofilm
Seine 2010 veröffentlichte Autobiographie zur Entführung diente als Vorlage zum im Jahr 2013 erschienenen Kinofilm Captain Phillips mit Tom Hanks in der Titelrolle. Phillips war als Berater des Drehbuchautors, des Regisseurs und des Hauptdarstellers an der Vorbereitung des Films beteiligt und besuchte während der Dreharbeiten einen der Drehorte.

## Schriften
- A Captain’s Duty: Somali Pirates, Navy SEALS, and Dangerous Days at Sea. ISBN 978-1-4013-1044-8
  - Deutsch: Höllentage auf See. Heyne, 2013, ISBN 978-3-453-20062-3